# Alison DiLaurentis
Alison Lauren DiLaurentis è un personaggio immaginario, protagonista della serie televisiva statunitense Pretty Little Liars tratta dalla serie di romanzi Giovani, carine e bugiarde di Sara Shepard. Alison è interpretata da Sasha Pieterse e nella versione italiana è doppiata da Valentina Favazza.
Ragazza più popolare della scuola, stringe una forte amicizia con Aria Montgomery, Hanna Marin, Spencer Hastings ed Emily Fields.
Nella settima stagione rimane incinta con gli ovuli donati da Emily, con un'operazione progettata da A.D.
Questo riavvicinerà le due ragazze e farà capire ad Alison di provare davvero qualcosa per Emily.

## Descrizione

### Aspetto fisico
Sia nei romanzi che nella serie tv, Alison è una ragazza estremamente bella, dai capelli color biondo miele e gli occhi azzurro ceruleo. Ha le labbra a cuore e il viso leggermente rotondo.

### Carattere
Alison è nota per il suo carattere manipolativo, egoista, crudele e arrogante. La ragazza, prima della sua scomparsa, era solita prendere in giro i compagni meno popolari di lei, facendo loro bullismo. Soprattutto, era solita prendere di mira compagni "diversi" come Lucas Gottersman e Mona Vanderwaal. Inoltre, Alison è nota anche per le sue rivalità con Jenna Marshall, Melissa Hastings e Toby Cavanaugh e le sue alleanze/amicizie con Charlotte DiLaurentis (fidanzata di suo fratello Jason e sua mentore) e Noel Kahn.
Con le sue amiche, Alison ha un buon rapporto, anche se il suo pessimo carattere tende a ripercuotersi anche su di loro. In particolare, Alison aveva un rapporto di amore e odio con Spencer, con la quale aveva spesso forti discussioni. Inoltre, Alison tendeva ad avere comportamenti crudeli con Hanna, che predeva in giro per il suo peso, e con Aria, che minacciava per il tradimento di suo padre. Aveva il migliore rapporto con Emily: le due erano migliori amiche, ma quando Emily provò a baciarla perché era innamorata di lei, Alison si infuriò e cominciò a prendere in giro anche lei.

## Nella serie televisiva
Alison viene inizialmente descritta come popolare ragazza di Rosewood che intrecciava relazioni con i ragazzi più grandi. Le sue migliori amiche erano Spencer, Hanna, Aria ed Emily.

### Stagione 1
La serie inizia con un flashback alla notte in cui Alison è scomparsa. Hanna Marin, Aria Montgomery, Spencer Hastings, Emily Fields e Alison erano ad un pigiama party nel fienile di Spencer. Nel cuore della notte, Aria si sveglia e si rende conto che né Alison né Spencer sono nel fienile. Poco dopo arriva Spencer e dice alle altre ragazze che Alison è scomparsa e afferma di averla sentita gridare. La serie riprende un anno dopo la scomparsa di Alison, che però appare attraverso dei flashback, sogni o allucinazioni di Hanna, Aria, Spencer ed Emily.
La prima apparizione di Alison è nei ricordi di Aria. Nell'ottobre 2008, mentre stavano entrambe cercando di seminare la ragazza meno popolare della scuola, Mona Vanderwaal, hanno sorpreso Byron Montgomery, il padre di Aria, a baciare un'altra donna nella sua auto.
Più tardi, Spencer ha un flashback dell'estate precedente, quando baciò Ian Thomas, il fidanzato di sua sorella. Alison minacciava Spencer di rivelare a Melissa Hastings del suo bacio, ma Spencer la ricattò dicendole che in quel caso avrebbe rivelato a tutti la verità sull'incidente che accecò Jenna Marshall.
Nell'episodio "La Cosa Di Jenna" viene rivelato che la notte del 4 luglio 2009, Alison pensava che qualcuno la spiasse dalla finestra ed era convinta fosse Toby Cavanaugh. Perciò ebbe l'idea di lanciare una bomba a mano nel garage di Toby come vendetta. Emily, Aria, Hanna e Spencer hanno cercato di ritirarsi dal crudele scherzo, ma Alison ha detto loro che Toby doveva pagare. Questo incidente ha accecato in modo permanente Jenna e Alison hanno fatto in modo che Toby si assumesse tutte le responsabilità.
Viene poi rivelato che Alison aveva cercato di costringere Aria a dire a sua madre che suo padre la tradiva. Tuttavia, lei non lo ha mai fatto nonostante le minacce di Ali.
Emily era innamorata di Alison e i sentimenti erano reciproci, anche se Alison ha sempre negato dicendo che a lei piacciono i ragazzi.
Quando Hanna era bulimica, Alison la costringeva a indurre il vomito per dimagrire.
Spencer ricorda che la notte in cui Ali scomparve, le due avevano litigato pesantemente. Spencer cedette al ricatto di Ali e le disse che lo avrebbe confessato a sua sorella, ma dopo la loro amicizia sarebbe finita e anche le altre si sarebbero ribellate a lei. Alison ha risposto che sono tutti e quattro suoi burattini, ma Spencer è convinta del contrario e le rinfaccia che senza di loro non sarebbe nulla.
Emily ricorda che il giorno della sua scomparsa, ore prima del pigiama party, Alison le aveva dato una palla di vetro con la neve. Dopo il flashback, Emily esamina la palla e trova una chiave all'interno. Scopre poi che la chiave apre un contenitore in cui sono contenuti video di Ian che le riprendeva. Era lui lo stalker.
Nell'ultimo episodio della Stagione 1, Jenna dice ad Emily, Spencer, Hanna e Aria che Alison era andata a farle visita in ospedale il giorno della sua scomparsa. L'aveva minacciata di trasmettere un video che la mostra andare a letto con Toby, suo fratellastro. Inoltre, Alison la avvisò che se fosse tornata a Rosewood, l'avrebbe uccisa.

### Stagione 2
Nel primo episodio, le quattro amiche vedono Jason DiLaurentis, il fratello maggiore di Ali, tornare a vivere nella sua vecchia casa. Ricordano che Ali aveva un rapporto molto complesso con il fratello ed era talvolta spaventata da lui. Cominciano a sospettare di lui per l'omicidio di Ali, soprattutto perché Jason non si ricorda quello che ha fatto la notte in cui Ali è scomparsa.  
Emily, Spencer, Hanna e Aria trovano una parola nella bambola di Alison che dice "La prossima volta sarà il tuo volto, non questa zucca" e ricordare un evento che è accaduto dopo la festa di Halloween di Noel Kahn nel 2008; una scena che non era in questo episodio speciale flashback / Halloween. Alison e le quattro amiche stanno andando a casa dopo la festa e le zucche sono state vandalizzate con la frase "La prossima volta sarà il tuo volto, non la zucca. -A". Quando le ragazze chiedono ad Alison che cosa ha detto la frase, lei risponde loro che si tratta di un brutto scherzo di Jason e dei suoi amici. Ali si scusa con le ragazze e dice loro che era troppo lontano con quella battuta in casa terrificante, poi le invita a passare la notte in casa, e loro hanno accettato. Dopo il flashback, Spencer, Aria, Emily e Hanna si rendono conto che Alison era anche lei una vittima di "A".